# Pycnogonum tumulosum
Pycnogonum tumulosum är en havsspindelart som beskrevs av Loman, J.C.C. 1908. Pycnogonum tumulosum ingår i släktet Pycnogonum och familjen Pycnogonidae. Inga underarter finns listade i Catalogue of Life.